# 寶籠罩
宝笼罩，是用于盛放各类文物、古玩、玉器、奇石、珠宝等“宝贝”的一种透明的罩子。
由于近代以来，玻璃、亚克力这些用于观赏、展示作用材料的普及，以及商业上需要进行放大物品的外观作用、强调物品的特征效果，于是，具有展示功能的玻璃罩、亚克力展示罩子同宝笼在功能、制作方法等元素上结合了起来，形成现在的宝龙罩。

## 宝笼罩的功能
宝龙罩则强调展示，突出观赏，是带有底座的透明罩子。宝龙罩具有保藏功能，但它是次要的。当然，类如水晶棺、价值极高的文物展出使用的宝龙罩则属于特例。

## 宝笼罩的的构造
现在的宝龙罩脱胎于古典木艺品的宝笼。早期的宝笼较多的是来源于家具的构造方法，甚至几乎就是一个微缩的柜子（匣子）。马蹄足、牙板、束腰、冰沿、柜门、框架以及其他构造家具的要素几乎是具备的；在制作上也几乎是家具制作的工艺方法和技术要素。
现代的宝笼被称作“宝龙罩”则更接近于概念的本意，他保留了原来宝笼的底座部分，而将原来置放在底座上的柜子变化为有透明的玻璃以及相关透明材料制作成的罩子。简单的罩子直接使用玻璃、亚克力材料直接粘合为一个玻璃罩，然后置放在底座上；比较讲究的宝龙罩使用12根实木木线条，然后将玻璃镶嵌在线条槽内构成玻璃框，然后罩在底座上。